# Мария д’Авен
Мария д’Авен (англ. Marie d’Avesnes) (ок. 1200 — 1241) — графиня Блуа с 1230.

## Биография
Старшая дочь Готье II д’Авена и Маргариты де Блуа. 
От матери унаследовала графство Блуа. После смерти отца должна была получить сеньории Авен, Боэн, Лёз, Конде, Гиз, но умерла раньше него, и его владения достались её старшему сыну Жану I.
В 1225 году вышла замуж за Гуго де Шатильона, второго сына Гоше де Шатильона и Елизаветы де Сен-Поль. Дети:
- Жан I де Шатильон (ум. 1279), граф Шартра и Блуа, сеньор д’Авен, де Лёз, де Гиз и де Боэн
- Ги II (ум. 12 марта 1289), граф де Сен-Поль, сеньор д’Анкр
- Гоше IV (ум. 1261), сеньор де Шатильон, де Креси-ан-Бри, де Кревкёр, де Труасси
- Гуго (ум. 1255).